# كعكة بندان بوكو
كعكة بندان بوكو أو كعكة بندان مَكَبونة أو كعكة بَندان جوز الهند هي كعكة شيفون أو إسفنجية فلبينية بطعمة مستخلصات من أوراق البندان أو الكاذي المسلوقة ومجمدة بالقشدة مع شرائح جوز الهند الصغيرة و / أو مَكَبونة طبقةً أو حشوات. تشبه لكعك البندان في أجزاء أخرى من جنوب شرق آسيا لكنه يختلف في أنه لا يقدم بشكل عادي. هو دائما متجمد مع بالقشدة وجوز الهند. 